# Helen Suzman
Helen Suzman (nata Gavronsky; Germiston, 7 novembre 1917 – Johannesburg, 1º gennaio 2009) è stata una politica e attivista sudafricana.
Impegnata nella lotta contro l'apartheid, per 13 anni fu l'unica rappresentante del Partito Progressista al parlamento sudafricano.

## Biografia
Nacque in una famiglia di ebrei lituani dal macellaio Samuel e da Frieda Gavronsky. Rimasta orfana di madre dopo poche settimana dalla nascita, crebbe inizialmente con sua zia, quindi si trasferì a Johannesburg con suo padre che aveva convolato a seconde nozze. Nel 1935 venne iscritta in un convento cattolico femminile, e in seguito intraprese gli studi all'Università del Witwatersrand, che completò solo alcuni anni più tardi per via del matrimonio con Moses Suzman.
Dopo gli studi trovò impiego come statistica per il War Supplies Board ("Consiglio dei rifornimenti bellici") presso il South African Institute of Race Relations e in seguito insegnò storia economica all'università. Entrò in politica nel 1948, quando il Partito Unito di Jan Smuts venne sconfitto dal Partito Nazionale, e nel 1952 ottenne un seggio in parlamento in rappresentanza di Houghton, un sobborgo di Johannesburg. Delusa dalla debole opposizione del Partito Unito contro le politiche segregazioniste del Partito Nazionale, nel 1959 fondò con altri undici colleghi ex-unionisti il Partito Progressista.
Dal 1961 al 1974 fu l'unico membro dell'opposizione in contrapposizione con la maggioranza del Partito Nazionale che contava 165 seggi, peraltro tutti ricoperti da soli uomini. Nel 1974 il suo partito assunse il nome di Partito Federale Progressista e venne guidato dapprima da Colin Eglin e poi da Frederik van Zyl Slabbert. Pur se contraria alle politiche dell'apartheid, Suzman si oppose alle sanzioni economiche comminate al Sudafrica e al ritiro delle imprese straniere dal paese per paura delle gravose conseguenze che avrebbero mal sopportato le casalinghe africane. Si ritirò dal parlamento nel 1989 e le succedette Tony Leon. Nel 1994 lavorò nella Commissione elettorale indipendente che supervisionò le prime elezioni multirazziali del paese.
Tra i pochi bianchi ad opporsi strenuamente alle politiche razziste dell'apartheid, Suzman ricevette frequenti minacce dai sostenitori del Partito Nazionale e visitò abitualmente carceri e ospedali di tutto il paese, in particolare ponendo maggiore attenzione ai decessi in custodia come quello di Stephen Biko. Nel 1967 fu la prima donna a far visita a Nelson Mandela nel carcere di Robben Island, con il quale strinse un profondo legame anche se in seguito accusò il Congresso Nazionale Africano una volta salito al potere di non affrontare adeguatamente i problemi legati all'AIDS, al precariato e alla corruzione.
Le venne conferito il Rights award nel 1978 e le furono concesse 27 lauree honoris causa da prestigiosi atenei come Harvard e Oxford. Fu candidata per due volte al premio Nobel per la pace, e nel 1996 fu al fianco di Mandela mentre questi firmava la nuova Costituzione del Sudafrica. Lo stesso Mandela le conferì una medaglia d'oro speciale.
In occasione del centenario della sua nascita è stata affissa una targa blu nel luogo in cui era sita un tempo la sua casa a Johannesburg.